# Partido Reformador Trabalhista
Partido Reformador Trabalhista (PRT) foi uma legenda partidária brasileira, de pouca expressão, que participou das eleições brasileiras entre 1985 e 1986, sendo logo após extinto.

## Trajetória política
Criado em julho de 1985 como Partido Trabalhista Reformador, logo mudou a denominação para não ser confundido com o também recém-fundado Partido Trabalhista Renovador. Seu presidente era o empresário Iremir Dias Pereira, ex-militante da ARENA, e suas principais metas eram defender a democracia, o regime federativo e combater o intervencionismo na economia. O partido defendia ainda a moratória da dívida externa e a adoção de medidas que fortalecessem o mercado externo.
Iremir Pereira candidatou-se à prefeitura do Rio de Janeiro, tendo obtido apenas 3.667 votos, correspondendo a 0,14% das intenções de voto. O PRT ainda disputou as eleições para a Assembleia Constituinte, mas não elegeu nenhum candidato; Iremir Pereira disputou ainda uma cadeira no Senado pelo estado do Rio de Janeiro, angariando 39.123 sufrágios, ficando em 17º lugar entre 21 postulantes à vaga. 